# Borislav Milić
Borislav Milić (Belgrado, 20 ottobre 1925 – Belgrado, 28 maggio 1986) è stato uno scacchista jugoslavo.
Ottenne il titolo di Maestro Internazionale nel 1952 e di  Grande maestro "Ad honorem" nel 1977.
Partecipò con la nazionale jugoslava alle Olimpiadi di Helsinki 1952 (medaglia di bronzo di squadra) e di Mosca 1956 (medaglia d'argento di squadra), ottenendo il 71,4 % dei punti.
Principali risultati di torneo:
- 1951: primo a Vienna, secondo-terzo a Dortmund;
- 1952: secondo-terzo a Belgrado;
- 1955: primo a Beverwijk, nel Torneo di scacchi di Wijk aan Zee, secondo a Lubiana;
- 1956: primo a Krynica;
- 1961: pari primo con Karl Robatsch a Madrid, terzo-quarto a Sarajevo.

Milić si ritirò dalle competizioni ad alto livello nel 1967, quando fu nominato Segretario Generale della Federazione scacchistica jugoslava. Fu uno dei fondatori dell'Informatore Scacchistico (Chess Informant). Collaborò anche con la rivista olandese New In Chess (pubblicata in inglese), con articoli e monografie sulle aperture.